# Herbert Hoffmann
Herbert Hoffmann (Freienwalde in Pommern, 19 dicembre 1919 – Heiden, 30 giugno 2010) è stato un fotografo e tatuatore tedesco.
Considerato uno dei caposcuola del mondo del tatuaggio, era conosciuto per essere il "tatuatore in attività più anziano del mondo" e si stima che in 40 anni di attività abbia tatuato circa 50.000 persone.

## Biografia
Herbert Hoffmann nasce nel 1919 a Stettino, all'epoca città della Pomerania anteriore tedesca successivamente assegnata alla Polonia con la ridefinizione dei confini del 1945. Dopo la morte della madre avvenuta in tenera età, Herbert cresce nella città di Charlottenburg della Grande Berlino (convertito in quartiere con la riforma del 2001) con il padre macellaio e la matrigna educato secondo rigidi principi, ma già da bambino rimane affascinato dai tatuaggi osservando i disegni sulla pelle dei marinai. 
(Herbert Hoffmann in una dichiarazione rilasciata in occasione del suo 90º compleanno)
Tra il 1930 ed il 1939 lavora a Stettino come apprendista presso un fornaio ed un commerciante e come impiegato, ma nell'aprile del 1939 riceve la chiamata per il servizio militare obbligatorio. Nel settembre di quell'anno scoppia la seconda guerra mondiale ed Hoffmann viene assegnato alla 122ª divisione di fanteria con la quale, nel 1944, viene fatto prigioniero di guerra nella Livonia dall'Armata Rossa; grazie alla sua conoscenza della lingua russa imparata sul campo riesce ad ottenere compiti e lavori all'interno del campo salvandosi dalle esecuzioni.

Nel 1949 viene rilasciato e fa ritorno a casa; ad Amburgo si tatua per la prima volta un soggetto che aveva visto sul braccio di un amico: una croce, un'àncora ed un cuore, simboli delle tre virtù teologali, con la rispettiva scritta "Glaube, Hoffnung und Liebe" (Fede, Speranza e Carità).

### L'"Älteste Tätowierstube"
Dal 1951 al 1961, mentre lavora come impiegato, impara a tatuare dagli stessi che gli eseguono i suoi primi tatuaggi, ottenendo nel 1955 la licenza di tatuatore ed acquistando gli strumenti con il quale inizia ad esercitarsi perlopiù con persone anziane già tatuate negli inizi del 1900 in cambio di poter scrivere le loro storie e fotografarli.

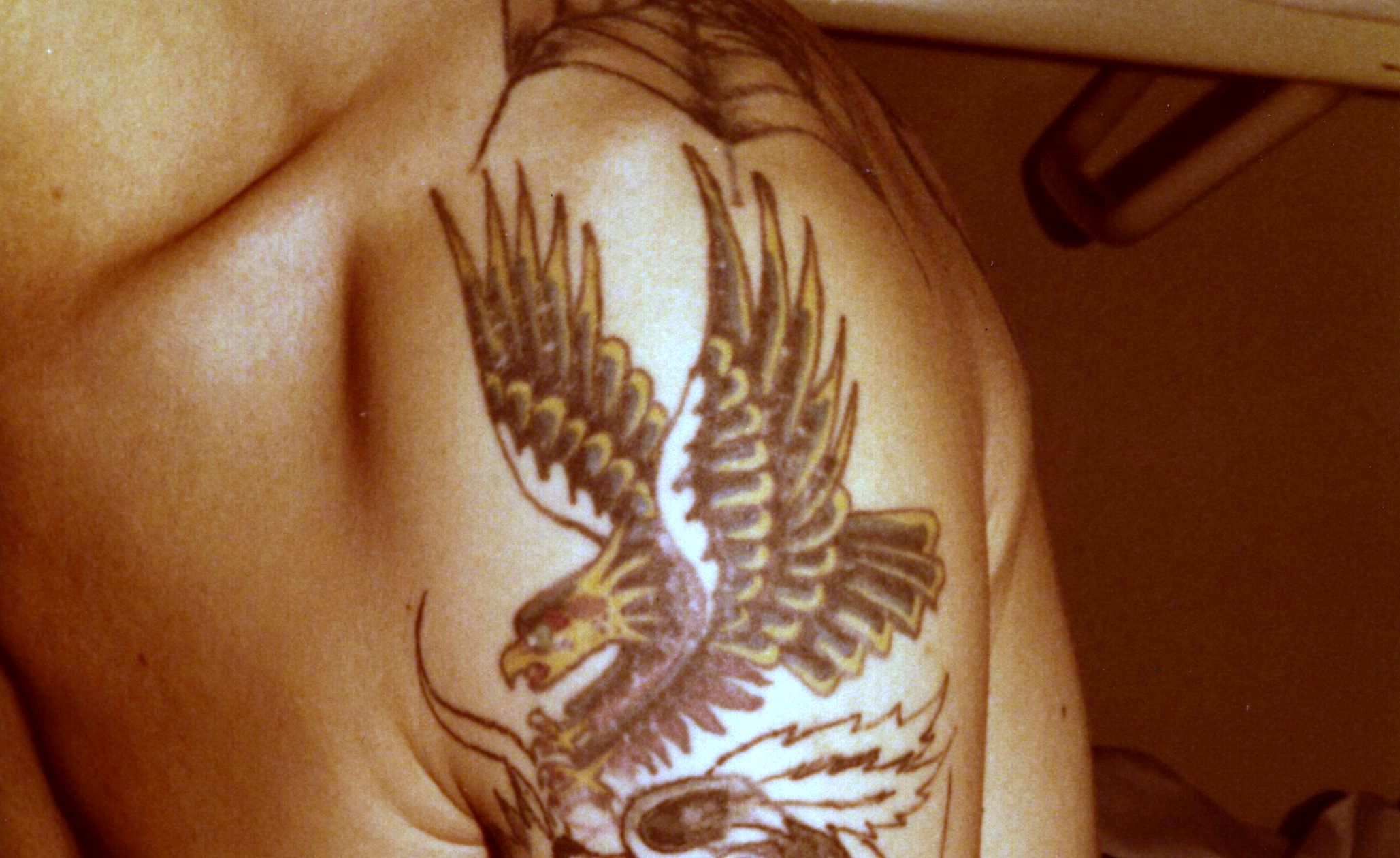
Un'aquila tatuata da Hoffmann sulla spalla del tatuatore Manfred Kohrs, 1975

Nel 1961, consapevole della pessima reputazione di cui godono i tatuaggi considerati sintomo di devianza sociale, acquista la bottega di un ex commerciante di rottami metallici sulla Reeperbahn ad Amburgo nel quale apre il suo studio, "Herbert Hoffmann - Älteste Tätowierstube in Deutschland" ("Il più vecchio studio di tatuaggi della Germania"), attirando l'attenzione dei media e riuscendo ad ottenere segnali di riconoscimento sociale e di accettazione fino ad essere addirittura ospite il 3 giugno 1963 in una storica trasmissione televisiva tedesca, "Was bin ich? - Heiteren Beruferaten", condotta da un popolarissimo giornalista ed anchorman tedesco, Robert Lembke. Il successo è immediato e da tutta la Germania e tutta l'Europa giungono persone che vogliono farsi tatuare da Hoffmann: lo studio diviene così un punto di riferimento del panorama europeo della body art.
Nel 1980 acquista una casa ad Heiden, una piccola città del Canton Appenzello Esterno, cede l'attività ad un nipote e vi si trasferisce, decidendo di smettere di tatuare e conducendo una vita ritirata.
Negli anni, però, molti appassionati continuano a cercarlo e gli fanno visita ed in queste occasioni Hoffmann accetta di tornare a tatuare.
Nel 2000 viene pubblicato dalla casa editrice tedesca "Memoria Pulp" il libro "Motivtafeln", una raccolta dei suoi disegni per i tatuaggi degli anni cinquanta: da quel momento Hoffmann interrompe il silenzio ed inizia a viaggiare tornando a tatuare e partecipando a moltissimi eventi del settore, invitato e conteso in ogni convention d'Europa.

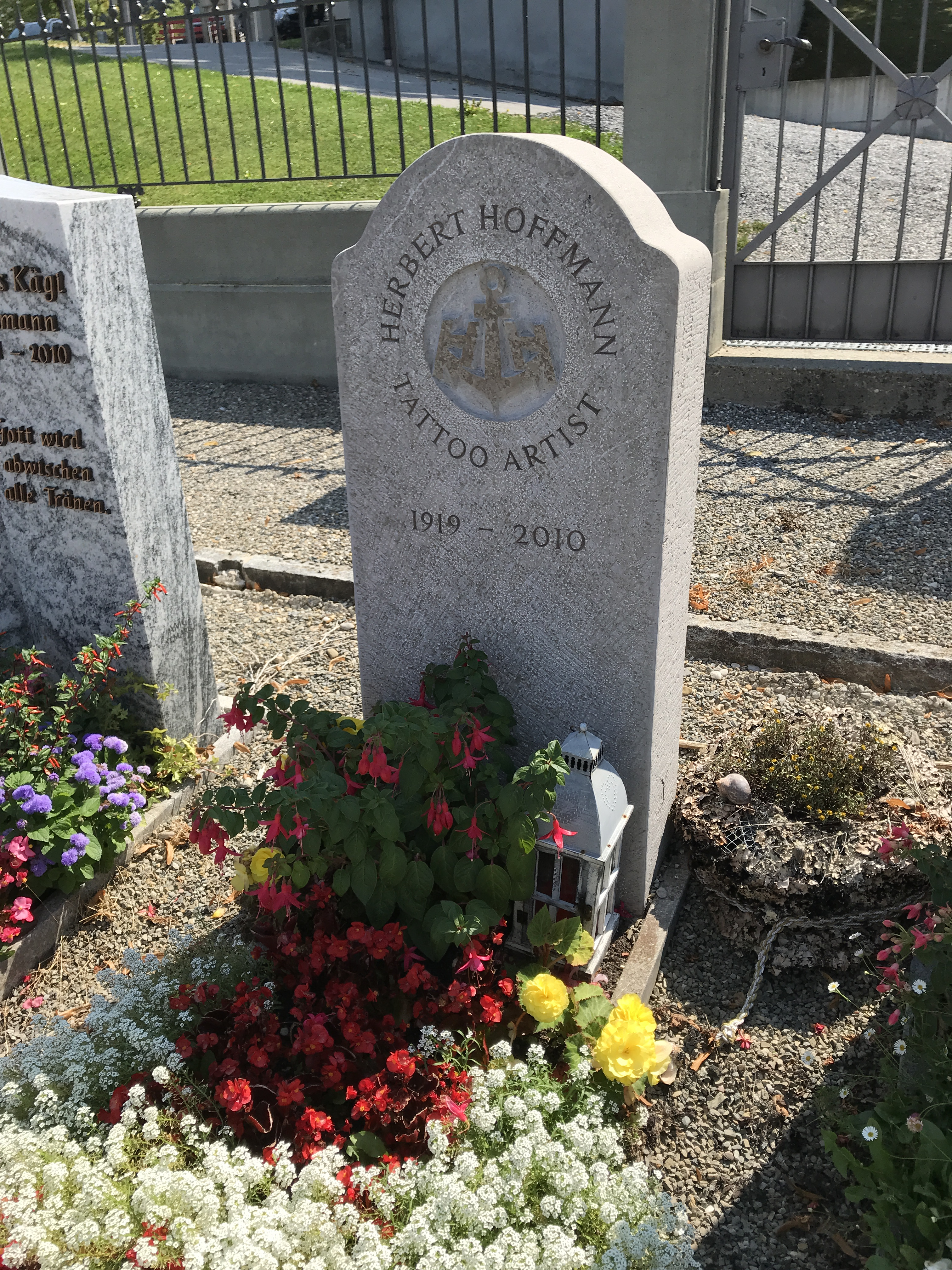
Tomba di Herbert Hoffmann 2018

Nel 2002 pubblica "BilderbuchMenschen - Tätowierte Passionen 1878-1952" ("Living Picture Books – Portrait of a Tattooing Passion 1878-1952"), un libro che raccoglie circa 400 fotografie di altrettante persone tatuate di entrambi i sessi nate tra il 1878 e il 1952, ognuna correlata dalla storia della persona ritratta, raccolte da Hoffmann dagli anni cinquanta agli anni novanta nei suoi incontri.
Herbert Hoffmann è morto il 30 giugno 2010 all'età di 90 anni.
La notizia della sua morte si è diffusa su internet ed è stata confermata il 2 luglio da una responsabile del controllo abitanti del comune di Heiden.

## Flammend' Herz
Nel 2004 è stato distribuito un documentario, dal titolo "Flammend' Herz" ("Blue Skin", titolo internazionale) sulla vita di Herbert Hoffmann ed i suoi amici e collaboratori Albert Cornelissen(Rotterdam, 1913) e Karlmann Richter (Kiev, 13 luglio 1913 - 8 ottobre 2005), diretto da Oliver Ruts ed Andrea Schuler. 
I tre, prima delle riprese del film, non si incontravano da quando Hoffmann aveva ceduto l'attività, in seguito a screzi personali ed in quanto con l'abbandono dello studio i due sostenevano di essere stati traditi, avendo in passato fatto importanti scelte nella loro vita a favore del restare a lavorare con lui.

## Libri fotografici
- Motivtafeln, Berlino, Memoria Pulp, 2000. ISBN 3-929670-32-1
- BilderbuchMenschen - Tätowierte Passionen 1878-1952, Berlino, Memoria Pulp, 2002. ISBN 3-929670-33-X